# AS Banque de l'Habitat
AS Banque de l'Habitat (en árabe: الجمعية الرياضية لبنك الإسكان‎, lit. 'Asociación deportiva de la Banque de l'habitat') es un club de fútbol con sede en Túnez, Túnez y propiedad del BH Bank, anteriormente titulado como Banque de l'habitat. El club está jugando en el Campeonato Femenino de Túnez, la máxima división del sistema de ligas de fútbol femenino de Túnez. Han ganado el campeonato en tres ocasiones.
En julio de 2021, el club participó en la clasificación inaugural de la UNAF de la Liga de Campeones Femenina de la CAF 2021, en la que ganó AS FAR.

## Última convocatoria
| No. | Pos.          | Nation | Player               |
| --- | ------------- | ------ | -------------------- |
| —   | Portera       |        |                      |
| —   | Defensa       | TUN    | Chaima Abbassi       |
| —   | Defensa       | TUN    | Sana Yaakoubi        |
| —   | Mediocampista | TUN    | Soumaya Laamiri      |
| —   | Mediocampista | TUN    | Chaima Ben Mohamed   |
| —   | Mediocampista | TUN    | Eya Bellaaj          |
| —   | Mediocampista | TUN    | Soumaya Laamiri      |
| —   | Mediocampista | TUN    | Ibtissem Ben Mohamed |
| —   | Delantera     | TUN    | Rimel Abboud         |
| —   |               | TUN    | Nourhene Ayari       |
| —   |               | TUN    | Abir Sessi           |

| No. | Pos. | Nation | Player |
| --- | ---- | ------ | ------ |
| —   | GK   |        |        |
| —   | DF   |        |        |
| —   | MF   |        |        |
| —   | FW   |        |        |